# Пищевая промышленность Франции

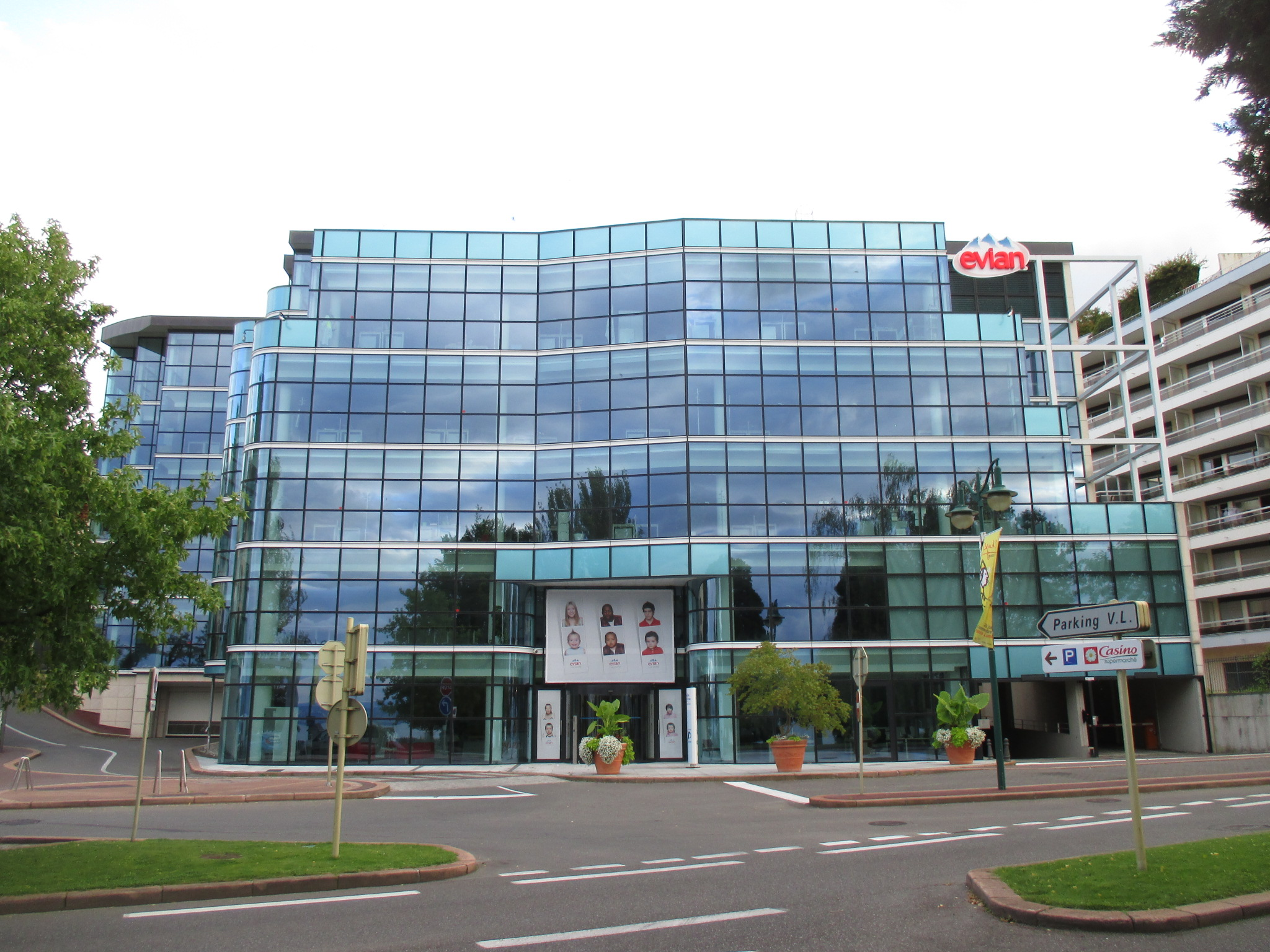
Офис производителя минеральной воды Evian

Пищевая промышленность является важнейшей отраслью французской промышленности по числу занятых (585 тыс. человек) и второй по величине отраслью, после авиационной, по экспорту продукции.
По состоянию на 2015 год пищевая промышленность производила 1,7 % ВВП Франции, однако в 1980 году этот показатель равнялся 2,6 %. Крупнейшими секторами являются производство мясных и молочных продуктов, напитков (в том числе вина и крепких алкогольных напитков), кормов для животных, хлебобулочных и кондитерских изделий, переработанных овощей и фруктов, масел и жиров, муки и круп, переработанных рыбы и морепродуктов, соусов, приправ и вкусовых добавок. Важнейшими статьями экспорта являются вина, крепкие алкогольные напитки и сыры.
98 % французских компаний, занятых в пищевой промышленности, являются малыми и средними предприятиями (компании, имеющие менее 10 сотрудников, составляют 75 % от общего числа). Составной частью пищевой промышленности являются маленькие семейные пекарни и гастрономы. Для пищевой промышленности Франции характерны современные технологии и инновации, а также большая доля экспорта готовой продукции. В последние десятилетия растёт производство органических и здоровых продуктов, в том числе продуктов с пониженным содержанием жиров и соли. Большое значение для пищевой промышленности имеет контроль подлинности происхождения.

## Общая характеристика

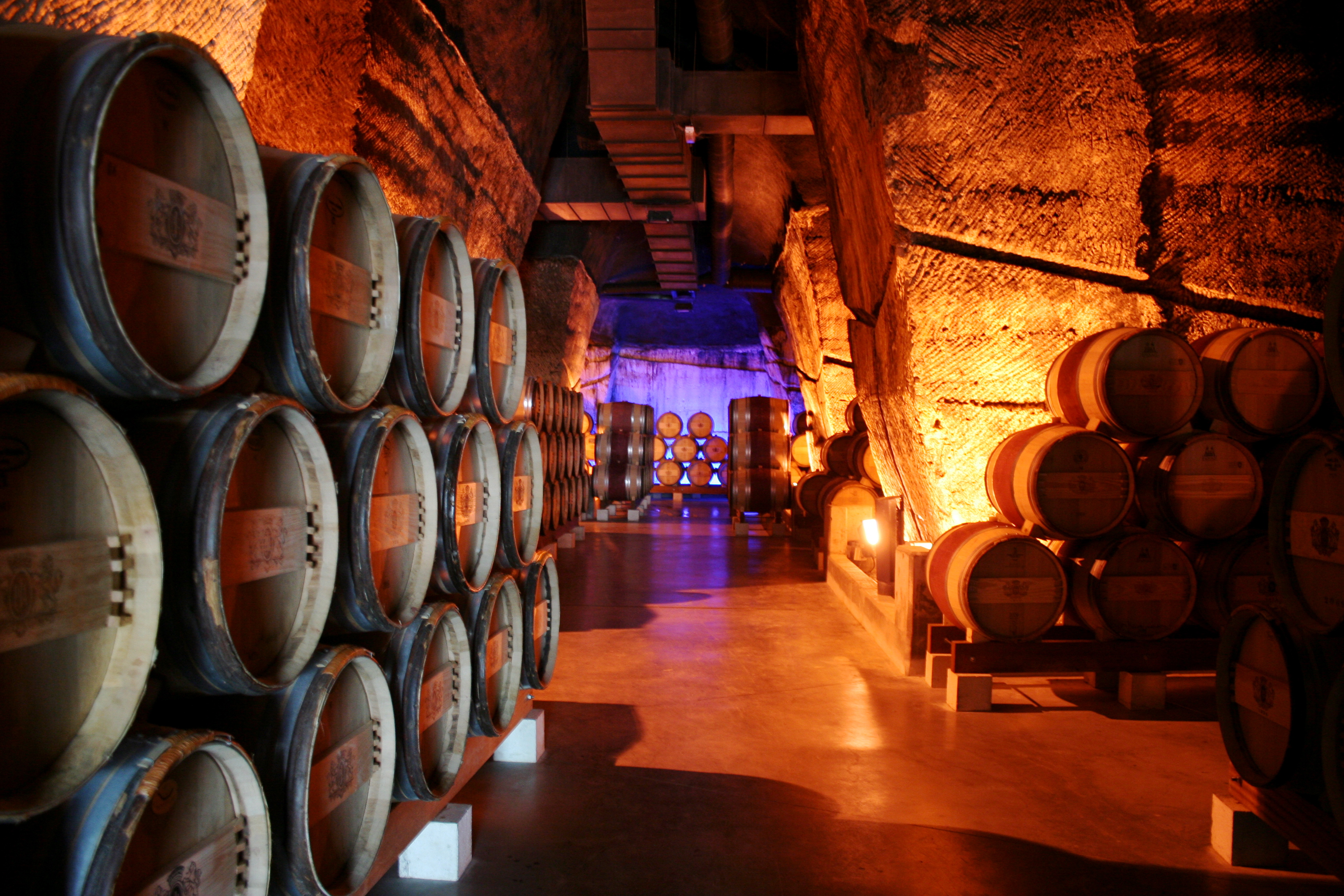
Вино — одна из крупнейших статей экспорта Франции

По состоянию на 2016 год в пищевой промышленности Франции работало 16,2 тыс. компаний, оборот отрасли составлял 189 млрд долларов (в 2014 году — 221 млрд долл.). В 2015 году пищевая промышленность составляла 1,7 % ВВП Франции, на неё приходилось 20 % выручки всей обрабатывающей промышленности, а торговый баланс продовольственной сферы достигал 10,4 млрд долларов.
В 2015 году Франция экспортировала пищевых продуктов на 49,3 млрд долларов (в 2014 году — на 57,7 млрд), в том числе в страны Евросоюза — на 30,5 млрд (в 2014 году — на 50,4 млрд). Кроме того, Франция импортирует для дальнейшей переработки мясо, рыбу и морепродукты, фрукты, овощи, орехи, молоко, зерно, какао-бобы, кофе и чай (в 2015 году на 49,2 млрд долларов). Крупнейшими поставщиками сельскохозяйственного сырья, продуктов питания и напитков являются Испания, Бельгия, Германия, Нидерланды, Италия, Швейцария, Великобритания, Ирландия, Бразилия, Марокко, США, Польша и Кот-д’Ивуар.
В 2015 году товарооборот до вычета налогов по отдельным секторам пищевой промышленности составлял:
- Мясные продукты — 37,1 млрд долл.
- Молочные продукты — 33,1 млрд долл.
- Напитки — 32,2 млрд долл.
- Корма для животных — 15,4 млрд долл.
- Хлебобулочные изделия — 11,5 млрд долл.
- Фрукты и овощи — 8,7 млрд долл.
- Жиры и масла — 8,5 млрд долл.
- Мука и крупы — 8,4 млрд долл.
- Рыба и морепродукты — 4,0 млрд долл.
- Другие продукты питания — 29,5 млрд долл.

Мясная промышленность является крупнейшим сектором пищевой промышленности Франции (20 % продаж и 26 % занятых). В мясном секторе преобладают небольшие компании, и даже крупные группы уступают своим иностранным конкурентам. Крупнейшими сегментами являются производство говядины, свинины и курятины.
Молочная промышленность формирует второй по величине сектор пищевой промышленности Франции (17 % продаж). Около 20 % продаж молочных продуктов приходится на экспорт. Крупнейшими сегментами являются производство сыров, масла, сливок, йогуртов, мороженого и сухого молока. Производство напитков является третьим по величине сектором пищевой промышленности (16 % продаж). Около 30 % продаж напитков приходится на экспорт, основные статьи экспорта — вина, в том числе шампанское, и коньяки.
Крупнейшими каналами сбыта для пищевой промышленности являются розничные сети (Auchan, Carrefour, Champion, Groupe Casino, Intermarché, Cora, Système U, E.Leclerc, Aldi France, Lidl France, Dia France и другие), фермерские рынки, сектор общественного питания (рестораны, кафе, брассери, столовые школ, больниц и фабрик) и гастрономический туризм.

## Крупнейшие компании
В пищевой промышленности Франции присутствуют как крупные французские и международные корпорации, так и многочисленные сельскохозяйственные кооперативы, средние и мелкие фирмы. По состоянию на 2015 год крупнейшими пищевыми компаниями Франции были:
| Название компании      | Основная продукция                                                                             | Продажи во Франции (млн долл.) | Число сотрудников во Франции (тыс. чел.) |
| ---------------------- | ---------------------------------------------------------------------------------------------- | ------------------------------ | ---------------------------------------- |
| Danone                 | Молочные продукты, питьевая вода, детское и клиническое питание                                | 24,90                          | 102,4                                    |
| Lactalis               | Молочные продукты                                                                              | 22,36                          | 32,0                                     |
| Pernod Ricard          | Вино и крепкие алкогольные напитки                                                             | 9,51                           | 18,4                                     |
| Sodiaal                | Молочные продукты                                                                              | 6,10                           | 9,4                                      |
| Nestlé France          | Кондитерские изделия, кофе, детское питание, питьевая вода и корма для животных                | 5,72                           | 13,0                                     |
| Terrena                | Молочные и мясные продукты, мука, соки и корма для животных                                    | 5,60                           | 14,0                                     |
| Groupe Soufflet        | Мука, крупы, солод, хлебобулочные изделия и вино                                               | 5,45                           | 3,9                                      |
| Vivescia               | Мука, крупы, замороженное тесто, овощи и корма для животных                                    | 5,45                           | 8,3                                      |
| Mondelēz France        | Кондитерские изделия и кофе                                                                    | 5,38                           | 5,0                                      |
| Agrial                 | Овощи, молочные и мясные продукты, напитки                                                     | 5,31                           | 12,0                                     |
| Moët Hennessy          | Вино и крепкие алкогольные напитки                                                             | 5,11                           | —                                        |
| Bongrain               | Молочные продукты                                                                              | 4,93                           | 19,2                                     |
| Groupe Bigard          | Мясные продукты                                                                                | 4,78                           | 14,0                                     |
| Tereos                 | Сахар и крахмал                                                                                | 4,78                           | 24,0                                     |
| Axéréal                | Мука, солод, крупы и корма для животных                                                        | 4,36                           | 3,2                                      |
| Cargill France         | Овощи, крахмал и мясные продукты                                                               | 3,53                           | 2,3                                      |
| Groupe Roullier        | Хлебобулочные и кондитерские изделия, рыбные и морепродукты, корма для животных                | 3,44                           | 7,3                                      |
| LDC                    | Мясные продукты                                                                                | 3,36                           | 15,5                                     |
| Fromageries Bel        | Молочные продукты                                                                              | 3,28                           | 10,6                                     |
| Unilever France        | Чай, молочные продукты, кондитерские изделия, супы, приправы, соусы, вкусовые добавки и дрожжи | 2,97                           | 2,0                                      |
| Coca-Cola France       | Прохладительные напитки                                                                        | 2,67                           | —                                        |
| Limagrain              | Мука, хлебобулочные и кондитерские изделия                                                     | 2,67                           | 9,6                                      |
| Triskalia              | Молочные и мясные продукты, овощи                                                              | 2,33                           | 4,8                                      |
| Roquette Frères        | Крахмал и пищевые добавки                                                                      | 2,24                           | 3,0                                      |
| Cooperl Arc Atlantique | Мясные продукты                                                                                | 1,89                           | 1,7                                      |

По состоянию на 2023 год крупнейшими компаниями были Lactalis (оборот 29,5 млрд евро, 85,5 тыс. сотрудников), Danone (оборот 27,62 млрд евро, 88,8 тыс. сотрудников), Pernod Ricard (оборот 12,13 млрд евро, 19,55 тыс. сотрудников), InVivo (оборот 11,7 млрд евро, 15 тыс. сотрудников), Avril (оборот 7,89 млрд евро, 7,24 тыс. сотрудников), Agrial (оборот 7,4 млрд евро, 22 тыс. сотрудников), Tereos (оборот 7,14 млрд евро, 15,8 тыс. сотрудников), Savencia (оборот 6,79 млрд евро, 22,3 тыс. сотрудников), LDC (оборот 5,84 млрд евро, 24,5 тыс. сотрудников), Sodiaal (оборот 5,8 млрд евро, 9 тыс. сотрудников), Terrena (оборот 5,5 млрд евро, 11,3 тыс. сотрудников), Groupe Bigard (оборот 5,5 млрд евро, 15 тыс. сотрудников), Roquette Frères (оборот 4,99 млрд евро, 9,8 тыс. сотрудников), Vivescia (оборот 4,58 млрд евро, 6,9 тыс. сотрудников), Groupe Roullier (оборот 4,1 млрд евро, 10,4 тыс. сотрудников), Axéréal (оборот 4,09 млрд евро, 3,5 тыс. сотрудников), Eureden (оборот 3,85 млрд евро, 8 тыс. сотрудников), Unibel (оборот 3,65 млрд евро, 11,8 тыс. сотрудников), Cooperl Arc Atlantique (оборот 2,92 млрд евро, 7,4 тыс. сотрудников), Groupe Even (оборот 2,7 млрд евро, 6,2 тыс. сотрудников) и Limagrain (оборот 2,52 млрд евро, 9,7 тыс. сотрудников).
Крупнейшими иностранными компаниями в пищевой промышленности Франции являются швейцарская Nestlé, американские Mondelēz International, Cargill, Coca-Cola, Mars и General Mills, британская Unilever, нидерландская Heineken, датская Carlsberg, германская Südzucker, испанская Ebro Foods, итальянские Ferrero и Barilla, австрийская Agrana, шведская Findus, турецкая Yıldız Holding, канадская McCain Foods и японская Suntory.

## Региональные особенности

### Бретань

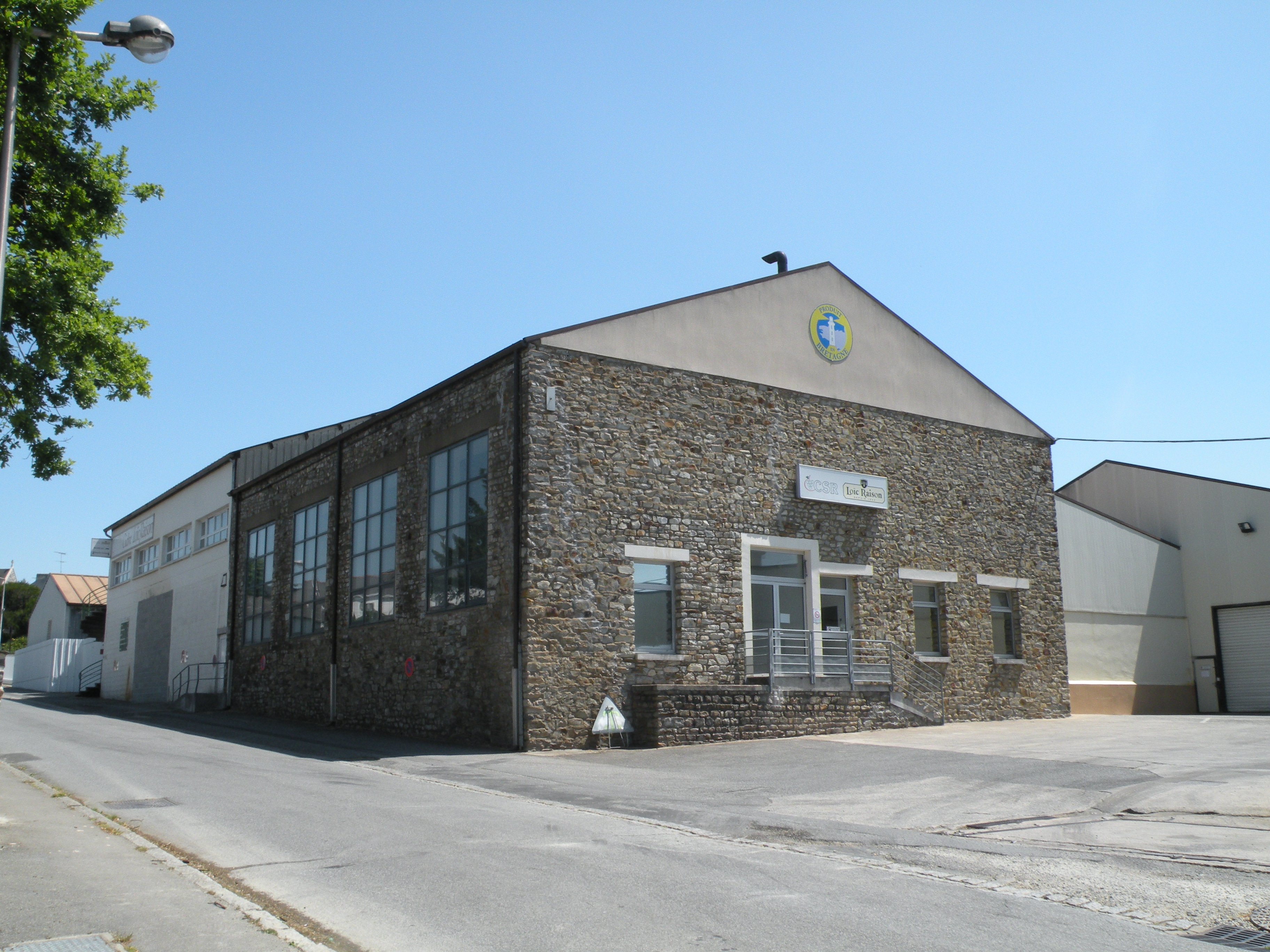
Завод по производству сидра в Бретани

В состав региона входит историческая область Бретань. Регион известен производством сидра, фруктовых и овощных соков и пюре, креплёного вина поммо, мясных, рыбных и морепродуктов, сыра Кайбот, хлебобулочных и кондитерских изделий, пищевых добавок.
В Кемперле базируется компания Groupe Bigard (крупнейший в стране производитель мяса). В Сен-Мало расположена штаб-квартира компании Groupe Roullier (производство хлебобулочных и кондитерских изделий, рыбных и морепродуктов, кормов для животных). В Ландерно базируется сельскохозяйственный кооператив Triskalia (производство молочных и мясных продуктов, обработанных овощей). В городе Ламбаль расположена штаб-квартира сельскохозяйственного кооператива Cooperl Arc Atlantique (производство мясных продуктов). В городе Плуданьель базируется сельскохозяйственный кооператив Groupe Even (производство молочных продуктов, в том числе масла, сливок, сметаны, сыров, йогуртов и десертов).
В городе Те-Нуайало базируется кооператив Groupe D'Aucy (производство консервированных и замороженных овощей, мясных продуктов и яичного порошка). В Шатолене расположена штаб-квартира компании Groupe Doux (производство мяса птицы). В Рене базируется компания Groupe Le Duff (производство хлебобулочных и кондитерских изделий). В Лудеаке расположены штаб-квартира кондитерской компании Ker Cadélac и завод сыров Entremont Alliance.

### Бургундия — Франш-Конте

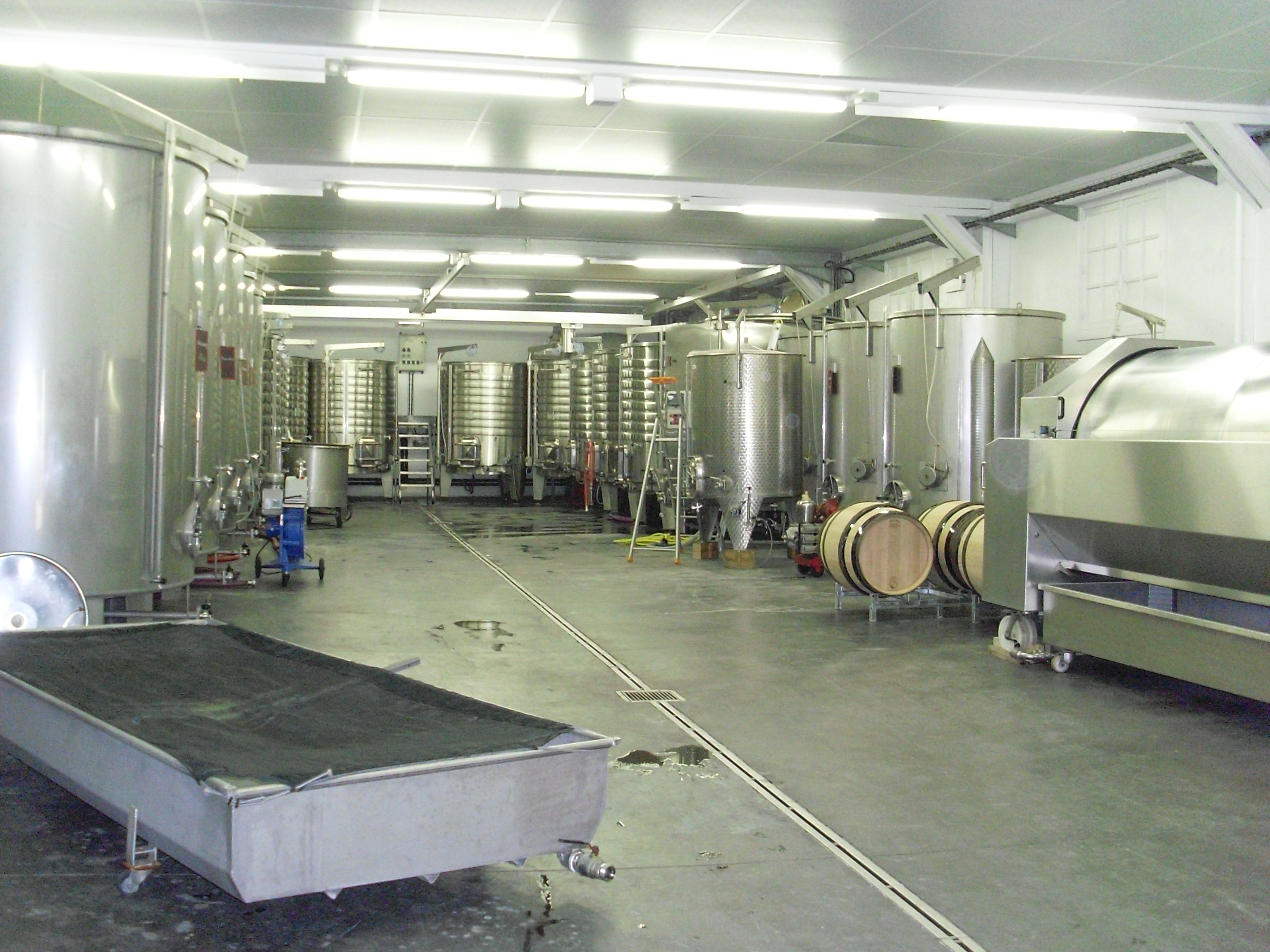
Винный завод в Бургундии

В состав региона входят исторические области Бургундия, Ниверне и Франш-Конте. Регион известен производством бургундских вин (в том числе Шабли) и вин региона Юра, сыров Конте, Эпуас, Канкуайот, Лангр, Брийя-Саварен, Мораше, Виньле, Блё де Жекс, Отюн, Морбье, Грюйер, Кроттен-де-Шавиньоль, Ами-дю-Шамбертен, Мон-д’Ор, Бресс Блё, Карре-де-л’Эст, Бутон-де-Кюлот, Меттон, Аббе де Сито и Аббе де ла Пьер-ки-Вир, а также дижонской горчицы, соусов и приправ, мясных продуктов, в том числе колбас, муки и круп, хлебобулочных и кондитерских изделий, растительных масел, уксуса, овощей, фруктов и соков.
В городе Жуи базируется компания Senoble (производство молочных продуктов и кондитерских изделий, в том числе десертов, йогуртов и сыров). В городе Шевиньи-Сен-Совёр расположено производство соусов, приправ, специй и уксуса компании Unilever. В Маконе находится производство фруктовых соков Joker немецкой компании Eckes-Granini Group. В городе Доль расположен молочный завод компании Fromageries Bel, в городе Лон-ле-Сонье — сырные заводы Fromageries Bel и Lactalis.
Крупными винными компаниями Бургундии являются Maison Louis Jadot, Bouchard Père & Fils, Maison Joseph Drouhin, Maison Champy и Maison Louis Latour (Бон), Maison Louis Max (Нюи-Сен-Жорж), а также кооператив La Chablisienne (Шабли).

### Гранд-Эст

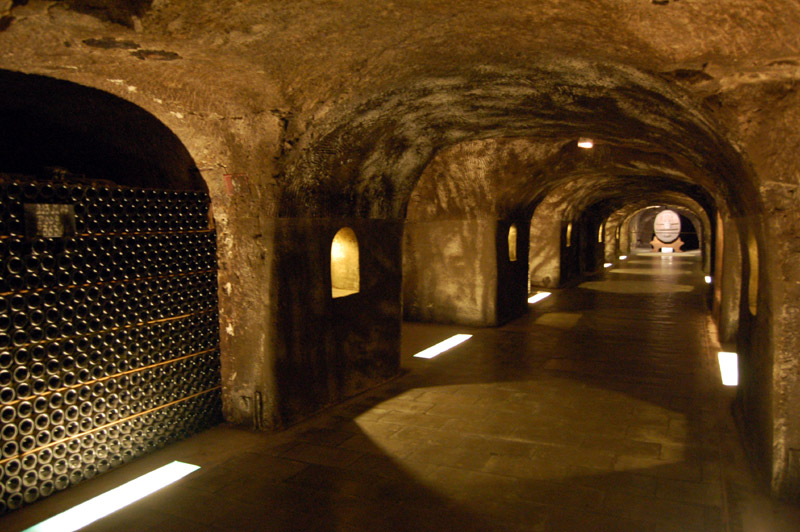
Винные погреба Moët & Chandon в Шампани

В состав региона входят исторические области Эльзас, Лотарингия и Шампань. Регион известен производством шампанских и эльзасских вин, малинового бренди Фрамбуаз, пива, спирта, минеральной воды, сыров Мюнстер, Лангр, Вуа, Канкуайот, Шаурс и Карре-де-л’Эст, а также печенья Мадлен, хлебобулочных изделий, колбасы Андуйет, муки, круп, сахара, овощей, шукрута, консервированных слив и пищевых добавок.
В городе Ножан-сюр-Сен базируется компания Groupe Soufflet (производство муки, круп, хлебобулочных и кондитерских изделий, хлопьев, солода, вина, овощей и вкусовых добавок). В Реймсе расположена штаб-квартира сельскохозяйственного кооператива Vivescia (производство муки, круп, замороженного теста, солода, крахмала, пищевых добавок, масла, овощей и кормов для животных). В городе Виллет-сюр-Об базируется кооператив Cristal Union (производство сахара, спирта, пищевых добавок и кормов для животных).
Крупнейшие винодельческие дома Шампани входят в состав групп LVMH, Pernod Ricard и Laurent-Perrier (Тур-сюр-Марн). Другими крупными производителями являются Vranken-Pommery Monopole (Реймс), Lanson-BCC (Реймс), Louis Roederer (Реймс), Freixenet и Champagne Thiénot (Тесси).
В городе Эперне базируются производители шампанского Moët & Chandon, Ruinart и Mercier (группа LVMH), Champagne Perrier-Jouët, в Реймсе — Veuve Clicquot и Champagne Krug (группа LVMH), Piper-Heidsieck (группа Rémy Cointreau). В городах Оберне и Шампиньёль расположены пивоваренные заводы Kronenbourg датской компании Carlsberg, в городе Саверн — пивоваренный завод Licorne (также входит в состав Carlsberg), в городе Шильтигайм — пивоваренный завод голландской компании Heineken.
В городе Виттель компания Nestlé разливает минеральную воду Vittel, а в городе Контрексевиль — минеральную воду Contrex. В Меце базируется компания Comigel (производство замороженных полуфабрикатов быстрого приготовления). В Агно расположена кондитерская фабрика Mars, в Стенбуре — фабрика мороженого Mars, в Эрнольсайм-Брюше — фабрика кормов для животных Mars, в Бисайме — фабрика жевательной резинки Wrigley.

### Земли Луары

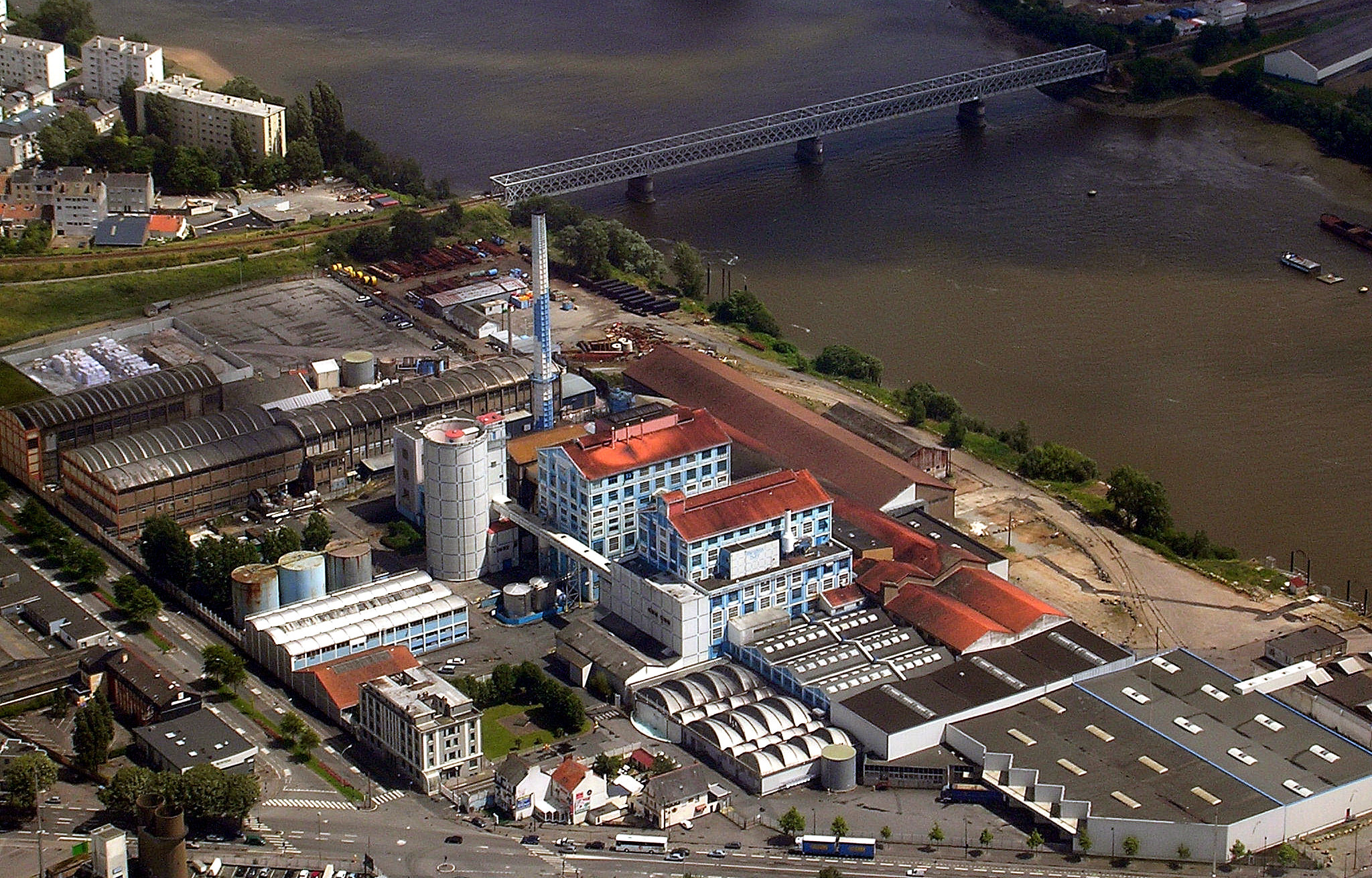
Сахарный завод Tereos в Нанте

В состав региона входят исторические области Анжу и Мэн. Регион известен производством вин (в том числе Мюскаде) и ликёров, мясных и рыбных продуктов, в том числе колбас и фуа-гра, сыров Кайбот, Пор-Салю и Вьё Пане, муки, сахара, хлебобулочных изделий, овощей, фруктов и соков. В Лавале базируется крупный производитель сыров, масла, йогуртов и других молочных продуктов Lactalis.
В Ансени находится штаб-квартира кооператива Terrena (производство молочных и мясных продуктов, муки, хлебобулочных и кондитерских изделий, соков, вина и кормов для животных). В Сабле-сюр-Сарте базируется крупнейший в стране производитель мяса птицы LDC (Lambert Dodard Chancereul). В Анже расположен завод Rémy Cointreau, производящий ликёры Куантро и Passoã. В Шоле базируется мясная компания Charal, входящая в состав бретонской Groupe Bigard.
В Нанте базируется молочный кооператив Eurial (входит в состав группы Agrial), расположены кондитерские фабрики Lefèvre-Utile (входит в состав Mondelēz International) и Biscuiterie nantaise (входит в состав Yıldız Holding), консервная фабрика Cassegrain, сахарный завод Tereos. В Сен-Жорж-де-Монтегю базируется компания Sodebo (производство упакованных продуктов, в том числе сендвичей, пиццы, салатов, супов, макарон и блинчиков). В Пузоже расположена штаб-квартира компании Fleury Michon (производство колбас, ветчины, сурими и упакованных готовых блюд). В Ле-Серкё базируется компания Brioche Pasquier (производство хлебобулочных и кондитерских изделий).

### Иль-де-Франс

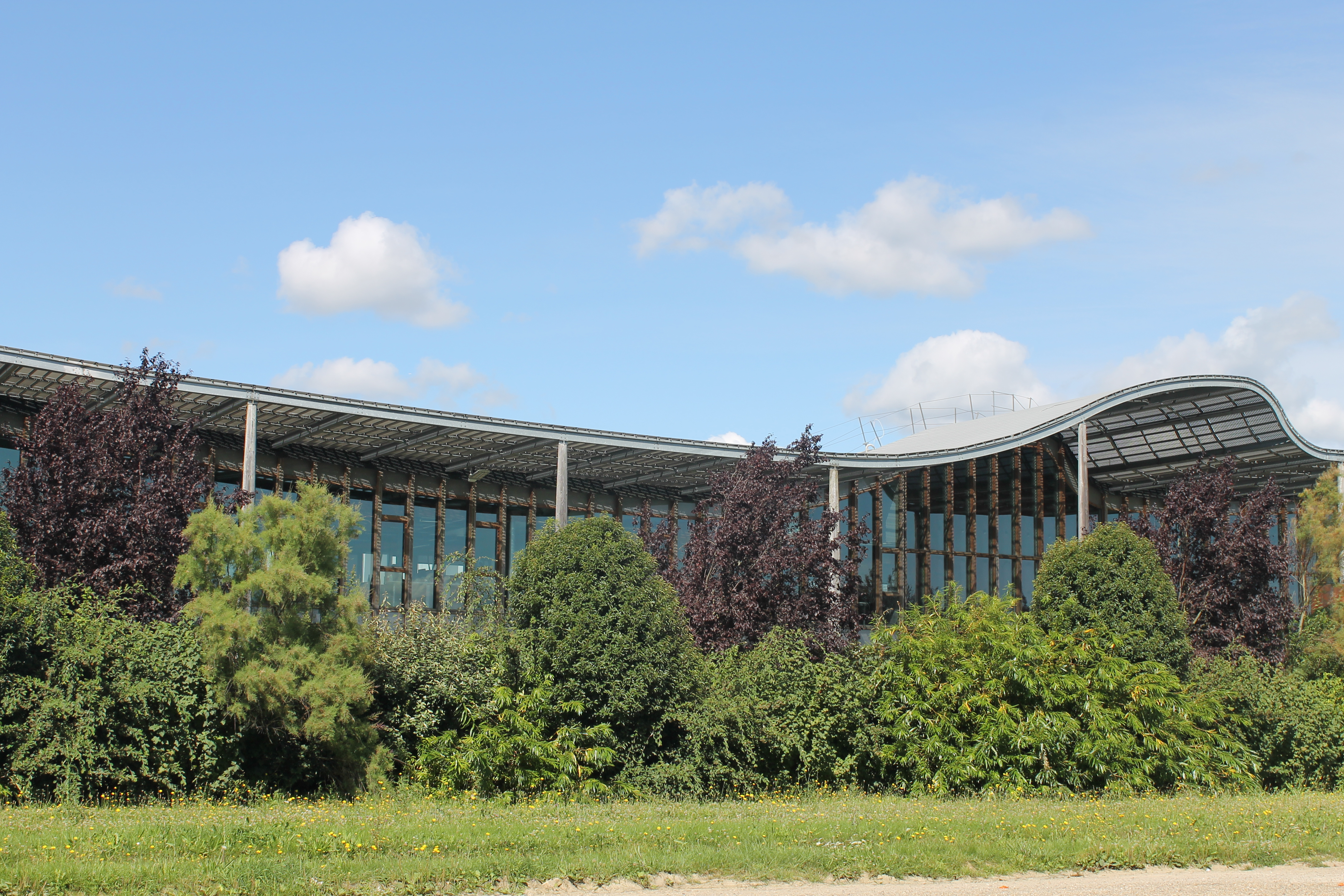
Исследовательский центр Danone под Парижем

Регион известен производством сыров Бри, Фужерю, Виньле, Куломье и Гратт-Пай, а также свиных колбас и ветчины. В Париже базируются главные офисы компаний Danone (производство молочных продуктов, питьевой воды, детского и клинического питания), Pernod Ricard (производство вин, коньяков, ликёров, шампанского, виски, рома, джина, текилы и водки), Rémy Cointreau (производство коньяков, бренди, рома, ликёров и шампанского), Avril (производство растительного масла и биодизеля), сельскохозяйственные кооперативы Sodiaal (производство сыров, масла, жиров и порошкового молока) и InVivo (производство муки, солода, вина, пищевых добавок и ингредиентов, кормов для животных).
В городке Нуазьель расположена штаб-квартира Nestlé France (производство кондитерских изделий, напитков, молочных и замороженных продуктов, детского и клинического питания, кормов для животных). В Кламаре расположены штаб-квартира Mondelēz France (производство кондитерских изделий, леденцов, жевательной резинки, кофе, сыров) и завод прохладительных напитков Coca-Cola France. В Мусси-ле-Вьё находится штаб-квартира производителя сахара Tereos.
В городе Вирофле базируются компании Groupe Savencia (производство молочных и мясных продуктов, в том числе сыров, колбас и паштетов, а также морепродуктов, кондитерских изделий и шоколада) и Savencia Fromage & Dairy (производство сыров, масла, сливок и пищевых ингредиентов). В Сен-Жермен-ан-Ле расположена штаб-квартира Cargill France (производство растительных масел, упакованных овощей, крахмала, пищевых добавок, мясных продуктов, шоколада, солода и кормов для животных). В Булонь-Бийанкур расположена штаб-квартира молочной компании Yoplait (производитель молочных напитков и йогурта, входящий в состав группы Sodiaal).
В Сюрене расположена штаб-квартира производителя сыров Unibel (Groupe Bel). В Рюэй-Мальмезоне базируется компания Unilever France (производство напитков, мороженого, супов, приправ, вкусовых добавок, соусов и дрожжей). В Исси-ле-Мулино расположены штаб-квартиры компаний Coca-Cola France (производство прохладительных напитков) и Nestlé Waters (производство бутилированной воды). В Иври-сюр-Сен базируется компания Marie Brizard Wine & Spirits (производство бренди Cortel, виски William Peel, водки Sobieski и Krupnik, ликёра Marie Brizard, винных напитков Fruits & Wine, коньяка Gautier). В Фонтенбло расположена штаб-квартира компании Picard Surgelés (производство замороженных продуктов, в том числе десертов и полуфабрикатов). В Рёнжи базируются производитель замороженных продуктов Marie (входит в состав группы LDC) и производитель кондитерских изделий Biscuiterie Belin (входит в состав Mondelēz International). В Клиши-ла-Гаренн расположена штаб-квартира производителя пищевой соли Groupe Salins.
В городе Шарантон-ле-Пон базируется компания La Martiniquaise (производство портвейна, мадеры, кальвадоса, арманьяка, коньяка, пастиса, водки, рома, виски, текилы, ликёра и джина). Также в Париже базируются производитель сахара Saint Louis Sucre (входит в состав германской группы Südzucker) и молочная компания Candia (входит в состав кооператива Sodiaal).

### Корсика
В состав региона входит остров Корсика. Регион известен производством вина (особенно мускатов Патримонио), миртового ликёра, пастиса, сыров Броччио и Венако, мясных и рыбных продуктов, в том числе колбас и ветчины, фруктов (особенно клементинов и киви), овощей, соков, оливкового масла, мёда, кондитерских изделий, каштановой муки и фаршированных артишоков. В Фуриани расположен пивоваренный завод компании Brasserie Pietra.

### Новая Аквитания

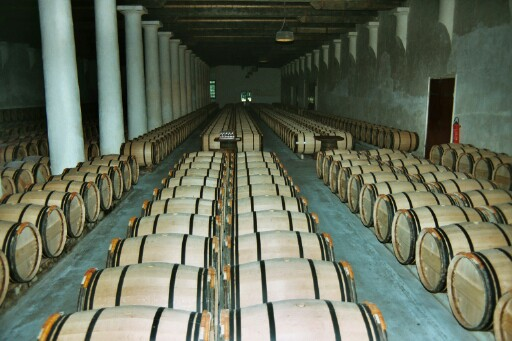
Производство вина в Шато Марго

В состав региона входят исторические области Аквитания, Перигор, Сентонж, Лимузен, Пуату, Беарн и Ангумуа. Регион известен производством коньяка, бордоских вин (в том числе вин Медока и Сент-Эмильона), вин Бержерака, аперитивов и ликёров, сыров Шабишу-дю-Пуату, Клошетт, Моте-сюр-фёй, Кайбот, Оссо-Ирати, Бюш-де-Шевр, Салер, Кабеку, Тампле, Бонд-де-Гатин, Кёр-де-Шевр и Аббеи де Беллок, мясных продуктов (в том числе байоннской ветчины, говядины, кровяной колбасы, фуа-гра и телячьей печени), устриц, икры, канеле, попкорна, маринованного эспелетского перца, соусов, консервированных грибов и чернослива.
В Бланкфоре базируется компания Groupe Castel (производство вина, пива и газированных напитков). Другими крупными винными компаниями региона являются Château Margaux (Марго), Château Mouton-Rothschild, Château Lafite-Rothschild, Château Latour, Château Pichon-Longueville и Château Pichon Longueville Comtesse de Lalande (Пойяк), Château Latour à Pomerol, Château La Fleur-Pétrus, Château Pétrus, Château Trotanoy и Château Vieux Maillet (Помероль), Château Haut-Brion и Château Pape Clément (Пессак), Château d’Yquem, Château Guiraud и Château Filhot (Сотерн), Château Angélus, Château Cheval Blanc, Château Magdelaine и Château Ausone (Сент-Эмильон), Château Haut-Marbuzet и Château Cos d'Estournel (Сент-Эстеф), Château Léoville Las Cases и Château Ducru-Beaucaillou (Сен-Жульен-Бешевель).
В городе Коньяк расположено производство коньяков Hennessy (группа LVMH), Martell (группа Pernod Ricard), Rémy Martin (группа Rémy Cointreau), Camus, Otard (группа Bacardi), Renault (группа Altia) и Moyet, а также бренди Three Barrels, в городе Жарнак — производство коньяков Courvoisier (группа Suntory), Delamain (группа Bollinger) и Hine, в Сен-Жан-д’Анжели — производство коньяков Fromy, Rogée et Cie. В Подансаке Pernod Ricard разливает аперитив Лилле, в Байонне Rémy Cointreau разливает ликёр Izarra.
В городе О-Моко базируется сельскохозяйственный кооператив Maïsadour (производство муки, мяса птицы, фуа-гра, ветчины, лосося и овощей). В Лескаре расположена штаб-квартира кооператива Euralis (производство мяса птицы, фуа-гра, колбас, овощей, масел, муки и кормов для животных). В городе Аисиритс-Каму-Сюаст базируется кооператив Lur Berri (производство мясных продуктов, замороженных овощей и кормов для животных). В Лиможе расположена штаб-квартира компании Madrange (производство колбас и ветчины).
В Люберсаке базируется компания Groupe Valade (производство выпечки, теста, пищевых ингредиентов и упакованных продуктов, в том числе фруктовых пюре и начинки). В городе Сен-Жур-де-Маремн расположена штаб-квартира компании Labeyrie Fine Foods (производство рыбных и мясных продуктов, икры, замороженных десертов, грибов и уксуса). В Мон-де-Марсан базируется мясная компания Delpeyrat (входит в состав кооператива Maïsadour). В Мирбо и Эрво находятся фабрики замороженных продуктов Marie, в Сестасе — кондитерская фабрика Mondelēz International, в Олорон-Сент-Мари — шоколадная фабрика Lindt & Sprüngli.

### Нормандия

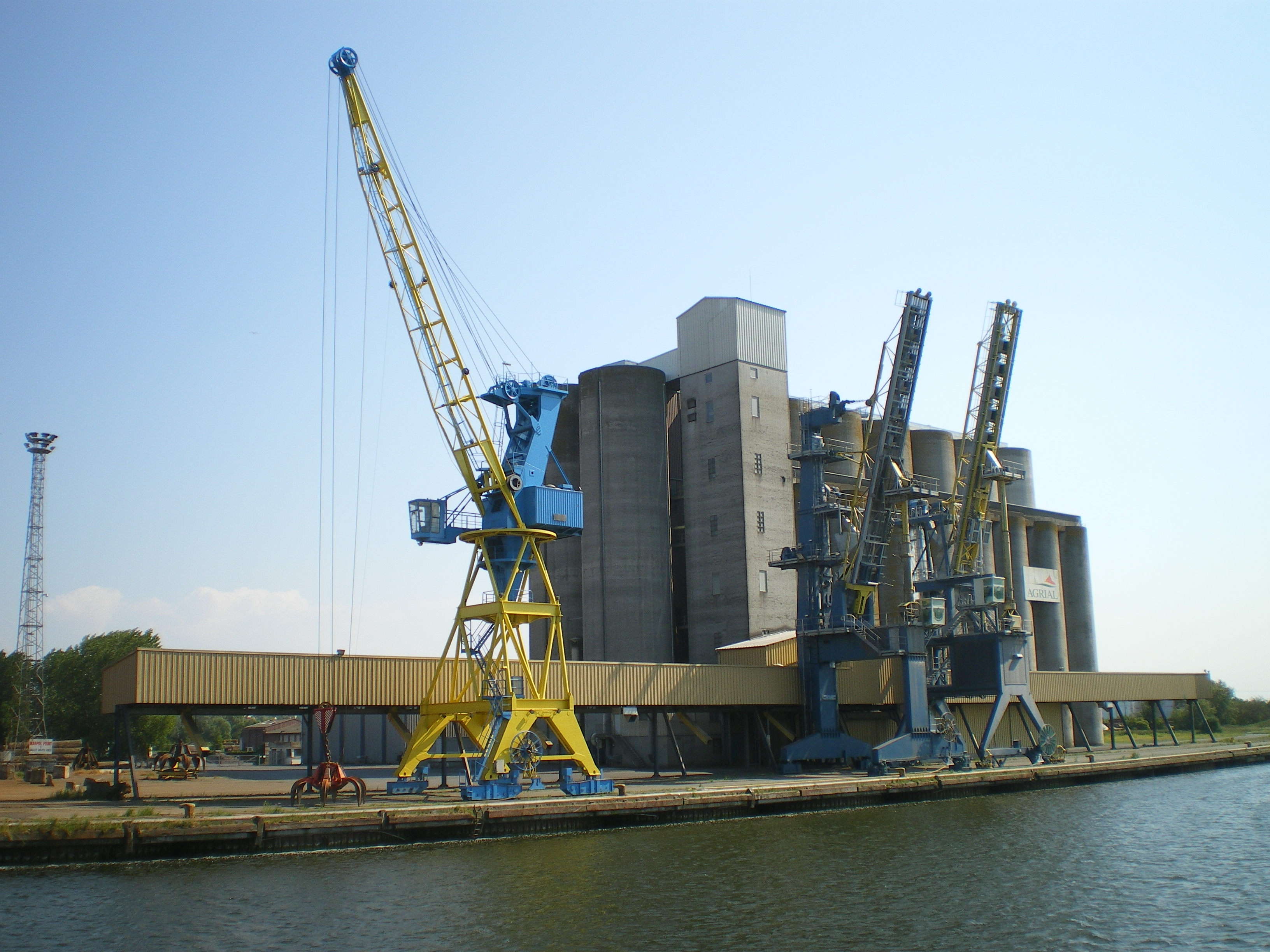
Предприятие группы Agrial в порту Кана

В состав региона входит историческая область Нормандия. Регион известен производством сыров Камамбер, Ливаро, Бурсен, Нёшатель, Довиль, Брийя-Саварен и Пон-л’Эвек, масла, сливок, мясных и рыбных продуктов, а также сидра, бренди кальвадос, ликёра Бенедиктин, креплёного вина поммо, пива, овощей, фруктов, уксуса и соков, пищевых добавок и ингредиентов.
В Кане базируется сельскохозяйственный кооператив Agrial (производство упакованных овощей, супов и пюре, молочных и мясных продуктов, сидра, соков, пива, прохладительных напитков и уксуса, кормов для животных). В городе Соттва расположена штаб-квартира кооператива Les Maîtres Laitiers du Cotentin (производство молочных продуктов, в том числе сыров, масла и сливок).
В Конде-сюр-Вир базируется молочная компания Elle & Vire (входит в состав группы Savencia Fromage & Dairy). В Ле-Моле-Литри расположено производство сыров и йогуртов компании Danone. В Вилле-Экаль находится кондитерская фабрика Ferrero. В Ле-Нёбуре базируется производство пирожных и печенья Brossard (фабрика входит в состав группы Limagrain). В Дьепе расположена кофейная фабрика Nestlé. В городе Ла-Ферьер-Бошар базируется один из крупнейших в стране производителей минеральных вод Groupe Alma.

### Овернь — Рона — Альпы

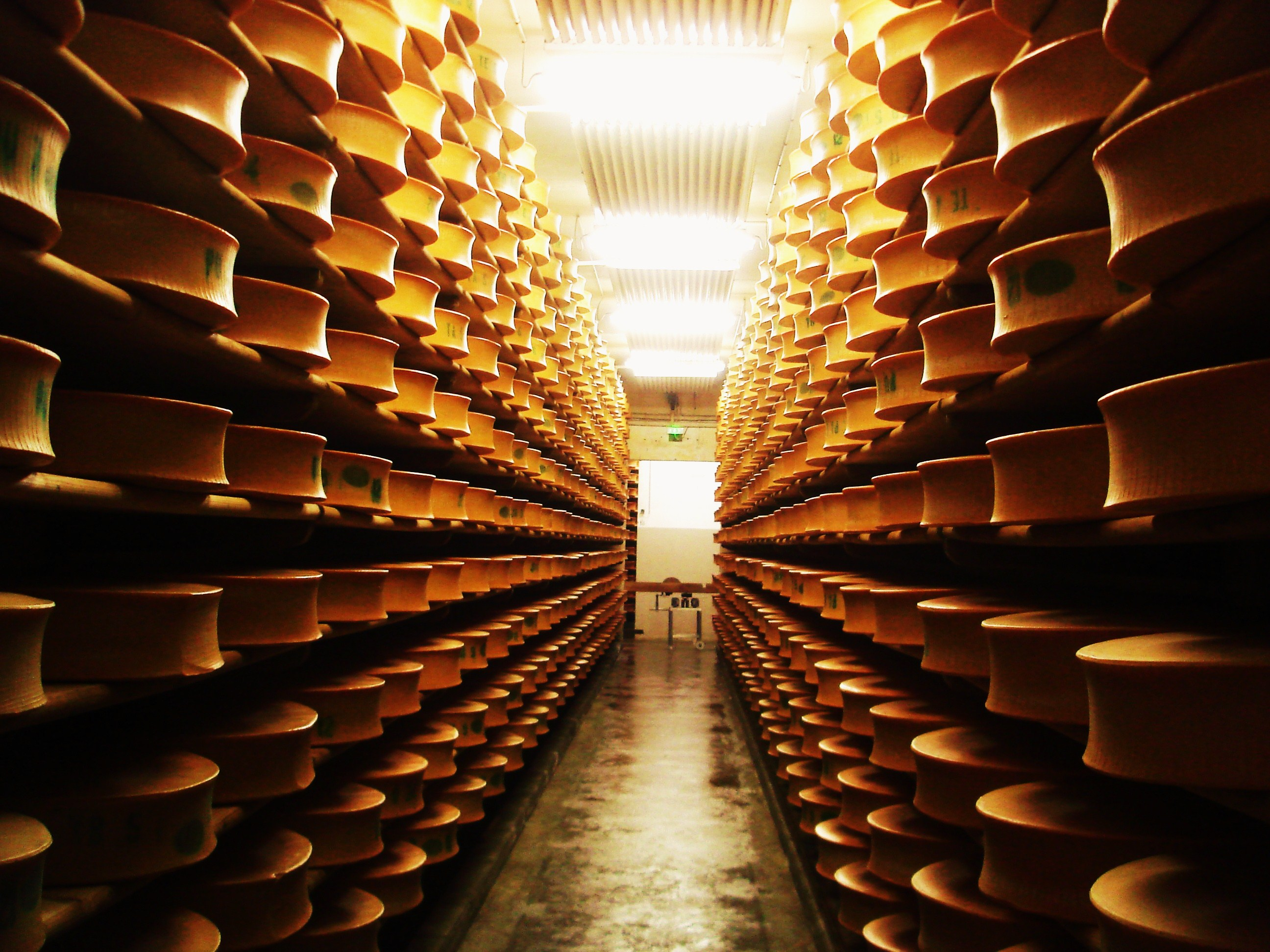
Производство бофора в Савойе

В состав региона входят исторические области Овернь, Лионне, Дофине, Божоле и Савойя. Регион известен производством вин Божоле, ликёров Женепи и Шартрез, минеральных вод, хлебобулочных и кондитерских изделий, в том числе пастилок Виши, сыров Гаперон, Канталь, Бофор, Реблошон, Салер, Грюйер, Том-де-Савуа, Морбье, Блё д’Овернь, Том-де-Бож, Блё-де-Жекс, Блё-де-Терминьон, Риготт-де-Кондриё, Пикодон, Сен-Нектер, Мюроль, Абонданс, Фурм-д’Амбер, Фурм-де-Монбризон, Брик дю Форез, Аром-о-Жен-де-Марк, Блё-дю-Веркор-Саснаж, Тамье, Вашрен-де-Бож, Толлон, Бресс Блё, Сент-Агюр и Банон, масла, сливок, мясных продуктов, в том числе колбас и ветчины, муки, крупы, сахара, овощей, сиропа, мёда, соков и консервированных фруктов.
В городе Сен-Бозир базируется сельскохозяйственный кооператив Limagrain (производство муки, хлебобулочных и кондитерских изделий, овощей). В городе Эвьян-ле-Бен компания Danone разливает минеральную воду Evian, а в городе Вольвик — минеральную воду Volvic. В Виши завод Compagnie de Vichy, входящий в состав Groupe Alma, разливает минеральные воды Vichy Célestins и Saint-Yorre. В городе Кроль базируется производитель сиропа и соков Teisseire (входит в состав группы Britvic).
В городе Вуарон расположена шоколадная фабрика Bonnat, в городе Тен-л’Эрмитаж — шоколадная фабрика Valrhona (входит в состав Groupe Savencia), в городе Сент-Этьен — шоколадные фабрики Chocolat Weiss (входит в состав Groupe Savencia) и NatraZahor (входит в испанскую группу Natra). В Валансе расположены предприятия австрийской группы Agrana (производство соков и консервированных фруктов) и компании Andros (производство консервированных фруктов и кондитерских изделий).
В Анси базируется производитель сыров Entremont Alliance (входит в состав кооператива Sodiaal). В Лионе расположена штаб-квартира компании Panzani, входящей в состав испанской группы Ebro Foods (производство макарон, круп, риса и соусов). В Вильфранш-сюр-Сон базируется крупнейший в стране производитель детского питания Blédina (входит в состав группы Danone). В городе Лаперуз находится производство кормов для животных Thivat Nutrition Animale, входящее в состав кооператива Axéréal. В Сен-Жермен-де-Фоссе базируется мясная компания Arrivé Auvergne, в Сен-Женес-Шампанель — производитель сыров и фруктовых соков Société Laitière des Volcans d'Auvergne, в Шамбери — кофейная компания Cafés Folliet и производитель макаронных изделий Alpina Savoie, в Тюлетте — винный кооператив Cellier des Dauphins.

### О-де-Франс

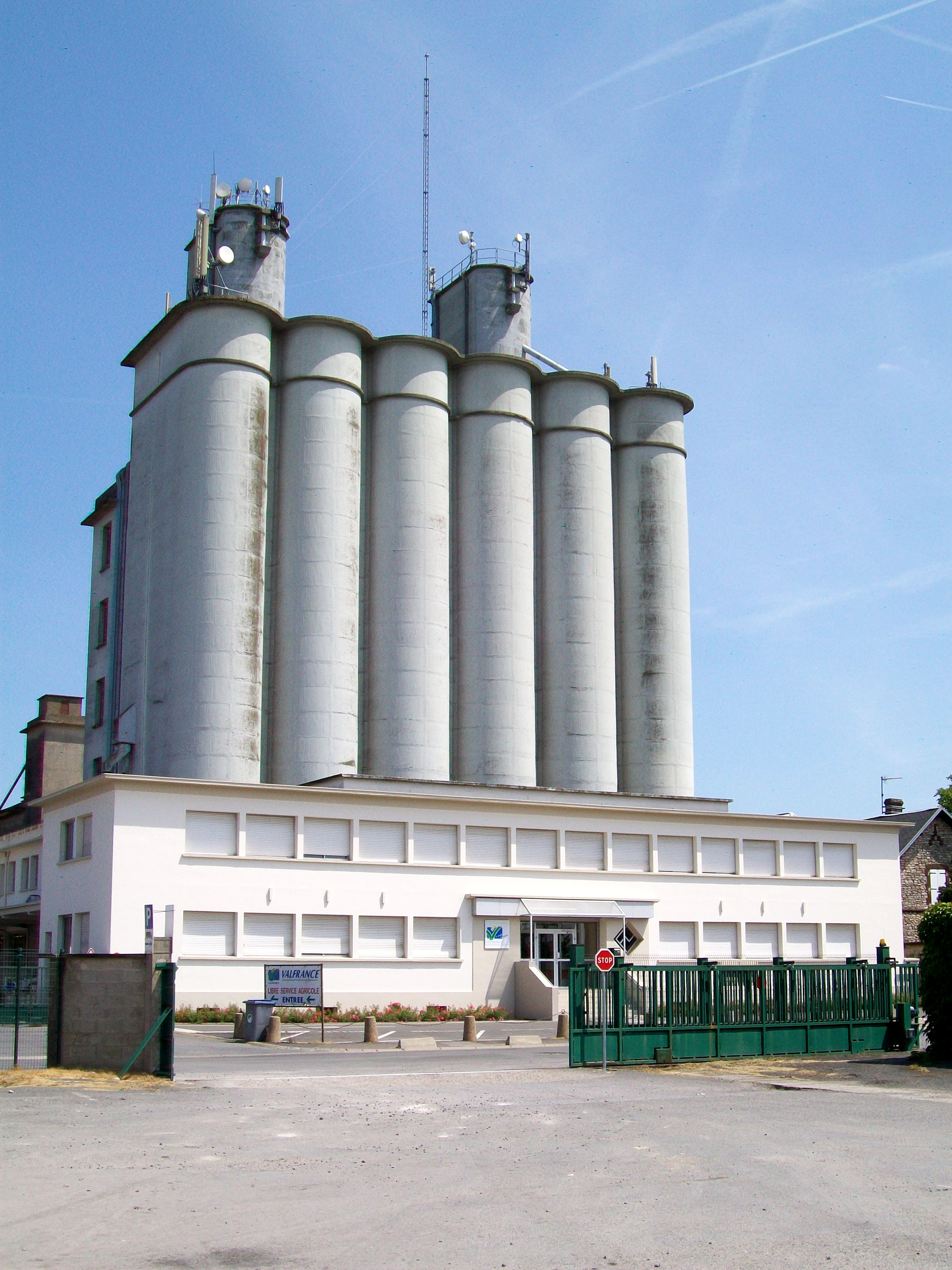
Сельскохозяйственный кооператив в Санлисе

В состав региона входят исторические области Южная Фландрия, Пикардия и Артуа. Регион известен производством сыров Мимолет, Берг, Маруаль, Багет Лаонез, Ролло, Вьё Булонь, Мон-де-Ка, Булет д’Авен и Булет де Камбре, мясных и рыбных продуктов, в том числе колбасы Андуйет, хлебобулочных и кондитерских изделий, пива, консервированных овощей, свекольного сахара и крахмала. В городе Ориньи-Сент-Бенуат базируется компания Tereos Participations (производство сахара, спирта и крахмала, переработка овощей).
В городе Вильнёв-д’Аск базируется крупнейший в стране производитель овощных консервов и замороженных продуктов Bonduelle. В Лестреме расположена штаб-квартира компании Roquette Frères (производство крахмала, пищевых добавок и карамели). В Сен-Лоран-Бланжи базируется кооператив Advitam (производство муки и кормов для животных). В городе Марк-ан-Барёль расположена штаб-квартира компании Groupe Holder (производство хлебобулочных и кондитерских изделий).
В городе Сент-Омер находится пивоваренный завод Brasserie de Saint-Omer. В Орши расположена штаб-квартира крупнейшего в стране производителя продуктов на основе цикория Leroux. В Булонь-сюр-Мер базируются производитель кормов для животных Continentale Nutrition и рыбоперерабатывающий завод шведской группы Findus, в городе Монс-ан-Барёль — пивоваренный завод Brasserie du Pélican, входящий в состав группы Heineken, в Сомене — производитель бренди Grapperies Lesur. В городе Тиюа-ле-Моффлен американская группа General Mills производит мороженое и шербет Häagen-Dazs.
В городе Бове находится завод мороженого и десертов компании Nestlé, в Бетюне — завод канадской группы McCain Foods (производство замороженной жаренной картошки и картофельного пюре), в Санлисе расположено предприятие по производству кормов для животных, принадлежащее кооперативу Valfrance.

### Окситания

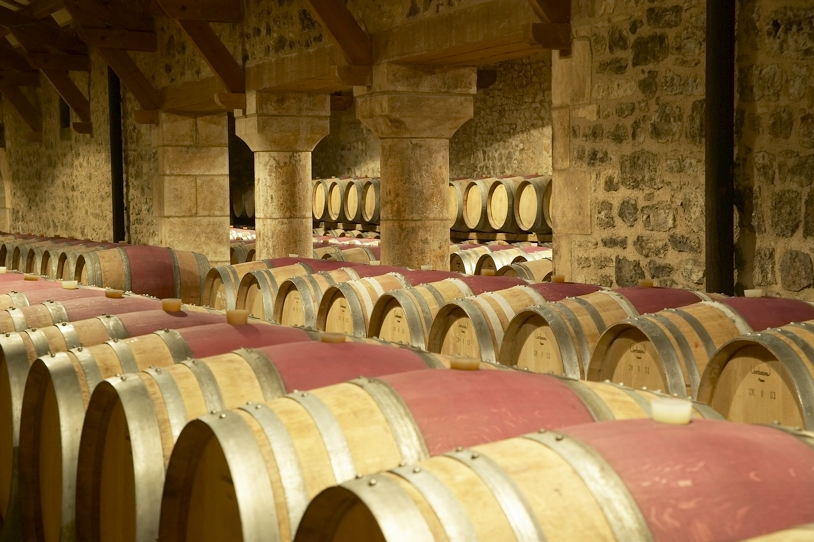
Производство вина в Каоре

В состав региона входят исторические области Лангедок, Руссильон и Гасконь. Регион известен производством лангедокских и гасконских вин, кагора и арманьяка, мясных и рыбных продуктов, в том числе колбас, ветчины, фуа-гра, устриц и мидий, сыров Рокфор, Лайоль, Рокамадур, Кабеку, Салер, Бетмаль, Вьё Саме, Блё-де-Косс и Пелардон, хлебобулочных и кондитерских изделий, кормов для животных, консервированных овощей и фруктов, оливкового масла, соков, мёда, минеральных вод, пива, пастиса, муки и круп.
В городе Эмарг расположена штаб-квартира производителя кормов для животных Royal Canin (входит в состав американской группы Mars). В городе Бьяр-сюр-Сер базируется компания Andros (производство фруктовых консервов, варенья, мёда, соков, кондитерских и хлебобулочных изделий, шоколада). В городе Вильфранш-де-Лораге базируется производитель сыров Les Fromageries Occitanes (входит в состав кооператива Sodiaal). В городе Вержез компания Nestlé разливает минеральную воду Perrier.
В Перпиньяне базируется кондитерская компания Groupe Cémoi. В Бокере группа Bacardi разливает ликёр Get 27, в Озе группа Pernod Ricard разливает арманьяки марок Marquis de Montesquiou и Marquis de Lauvia. В Монпелье расположен производитель вина Château de Flaugergues, в Нарбоне — винодельческая группа Vinadeis, в Ланпаксе — производитель арманьяка Armagnac Delord.

### Прованс — Альпы — Лазурный Берег

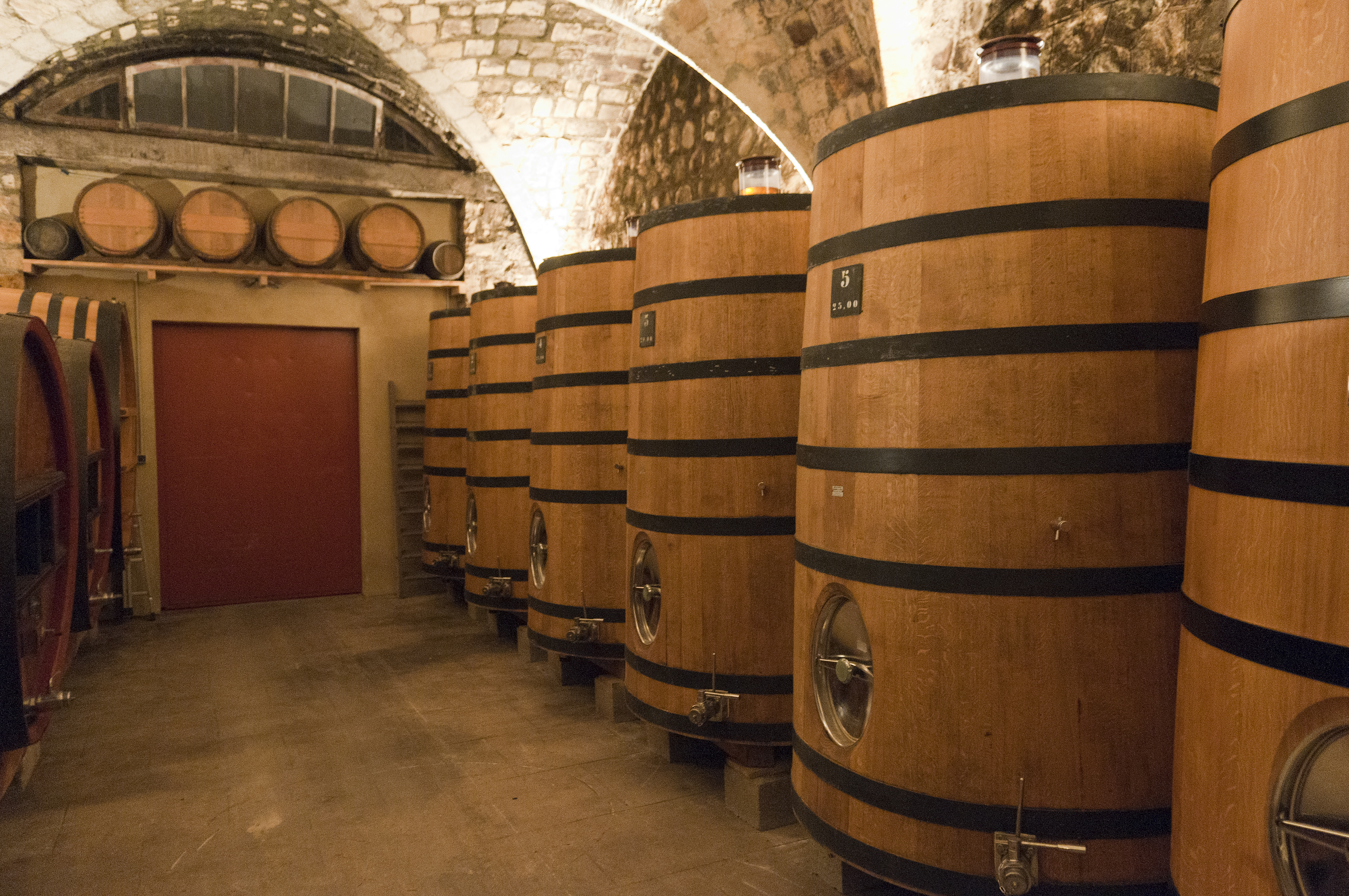
Производство вина в Провансе

В состав региона входят исторические области Прованс, Конта-Венессен и Лазурный берег. Регион известен производством провансальских вин, сыра Банон, мясных и рыбных продуктов, хлебобулочных и кондитерских изделий, в том числе калиссонов и макаронных изделий, консервированных овощей и фруктов, соков, варений, оливкового масла, муки и круп, консервированных трюфелей.
В Марселе расположены штаб-квартира фруктовой группы Compagnie Fruitière и производство пастиса группы Pernod Ricard. В городе Экс-ан-Прованс базируются производитель соков и сиропов Moulin de Valdonne, входящий в состав группы Britvic, и компания Biscottes Roger (производство кондитерских изделий и упакованных полуфабрикатов, в том числе тостов и сэндвичей).
В Карро расположена штаб-квартира кофейной компании Malongo, в Форкалькье находится производитель аперитивов и ликёров Distilleries et Domaines de Provence, в городе Обань — производитель картофельных чипсов Sibell и завод Distillerie Janot (производство алкогольных напитков, сиропов и консервированных оливок), в Маноске — производитель оливкового масла Moulin de l'Olivette, в Мане — производитель оливкового масла Oliviers & Co, в Шатонёф-дю-Пап — винная компания Les Vins Skalli, в Бом-де-Вениз — винная компания Balma Venitia, в Авиньоне — производитель пищевых добавок и экстрактов Naturex.

### Центральная Долина Луары

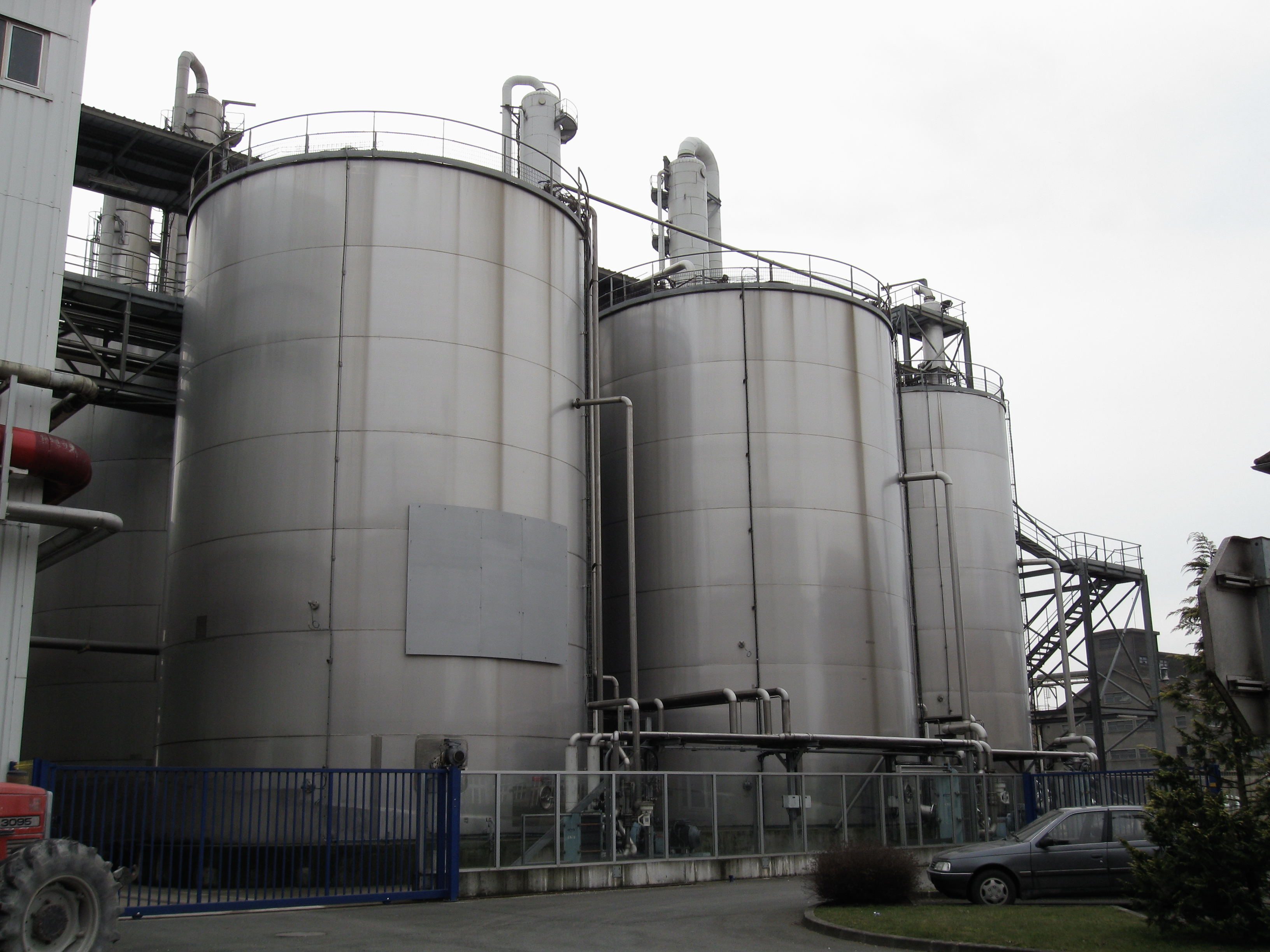
Сахарный завод Tereos в Артене

В состав региона входят исторические области Орлеане, Турень, Берри и Солонь. Регион известен производством вина, сыров Валансе, Кроттен-де-Шавиньоль, Пулиньи-Сен-Пьер, Сент-Мор-де-Турен, Кёр-сандре, Паве Блезуа и Сель-сюр-Шер, мясных продуктов, в том числе колбас и ветчины, хлебобулочных и кондитерских изделий, муки, круп, свекольного сахара, овощей и фруктов.
В городе Оливе базируется кооператив Axéréal (производство муки, круп, солода и кормов для животных), в Бурже — компания Monin (производство сиропов, ликёров, соков и фруктовых пюре). В городе Контр расположена штаб-квартира компании Biscuiterie Saint-Michel (производство кондитерских изделий, в том числе печенья Мадлен и французских галет). В городе Вильбару базируется кондитерская компания Chocolat Poulain, входящая в состав американской группы Mondelēz International.
В городе Шатодён базируется компания Ebly, входящая в состав американской группы Mars (производство каш, круп, макаронных изделий и соусов). В Шатору находятся предприятия компании Harrys, входящей в состав группы Barilla (производство хлебобулочных и кондитерских изделий). В Блуа расположена мясная фабрика Germanaud & Cie, в городе Артене находится сахарный завод группы Tereos. В Вандоме расположено производство сыров группы Unibel, в Рьяне базируется компания Laiteries Triballat (производство молочных продуктов, в том числе сыров и масла, а также десертов и пирожных).
В Шартре находится штаб-квартира сельскохозяйственного кооператива Société coopérative agricole d'Eure-et-Loir, также известного как Groupe SCAEL (производство муки и круп). В городе Бриар базируется кооператив Banette (производство муки и хлебобулочных изделий), в городе Сен-Дени-де-л'Отель находятся штаб-квартира компании Laiterie de Saint-Denis-de-l'Hôtel или LSDH (производство прохладительных и молочных напитков, соков, сиропов и супов) и завод кормов для животных группы Mars.

### Заморские регионы

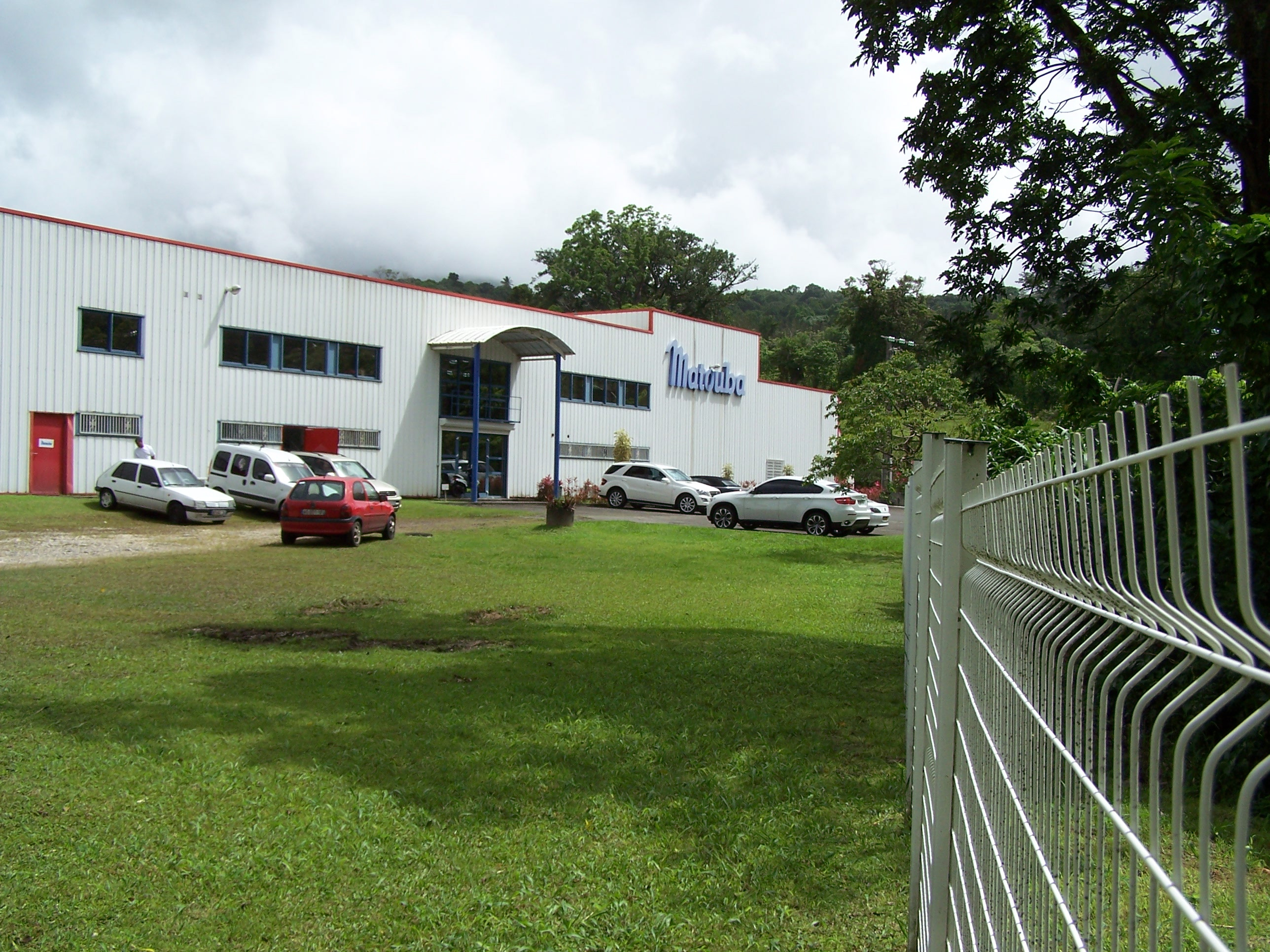
Завод по розливу воды Matouba на Гваделупе

В состав Заморских регионов входят Гвиана, Гваделупа, Мартиника, Реюньон и Майотта. В Гвиане производят мясные и рыбные продукты, сахар, ром, упаковывают креветки, рис, овощи и фрукты. На Гваделупе обрабатывают фрукты и овощи, производят сахар, ром и бутилированную воду.
На Мартинике обрабатывают фрукты, овощи, рыбу и морепродукты, производят сахар, ром (заводы Distillerie Saint-James, Distillerie La Mauny, Distillerie Simon, Distillerie La Favorite и Distillerie Depaz) и консервированные ананасы. На Реюньоне производят сахар (заводы Groupe Quartier Français и Usine du Gol), ром (завод Distillerie de Savanna), пиво (завод Brasseries de Bourbon, входящий в состав голландской группы Heineken), молочные продукты (завод Compagnie laitière des Mascareignes), корма для животных (завод Urcoopa) и питьевую воду (завод Edena), обрабатывают фрукты, овощи, кофе, ваниль, рыбу и морепродукты.
На Майотте обрабатывают фрукты, рыбу и морепродукты, производят иланг-иланговое масло.

## Комментарии
1. ↑  Не все сотрудники, указанные в таблице, заняты непосредственно в производственном секторе.